# Дютш, Георгий Оттонович
Георгий Оттонович Дютш (8 [20] января 1857 год, Петербург — 16 [28] сентября 1891 год, Петербург) — русский дирижёр, музыкальный педагог, собиратель народных песен. По национальности датчанин. Сын О. И. Дютша.

## Биография и труды
В 1866—1875 гг. учился в Петербургской консерватории по классам скрипки, фагота, фортепиано, затем по классу теории композиции Ю. И. Иогансена, по классу практического сочинения Н. А. Римского-Корсакова. В 1880—1883 гг. дирижёр Музыкально-драматического кружка любителей (в числе постановок — опера «Кроатка», написанная его отцом, 1881 г.). В 1881—1884 гг. руководил студенческим оркестром Петербургского университета. Был первым дирижёром Русских симфонических концертов (с 1884 г.). В 1889 и 1890 гг. дирижировал общедоступными концертами Императорского русского музыкального общества. Как музыкант разделял вкусы «Беляевского кружка».
Был известным в Петербурге музыкальным педагогом, преподавал в Певческой капелле, Бесплатной музыкальной школе, Морском кадетском корпусе, в середине 1880-х годов был инспектором фортепианной игры и музыкальных предметов в Александровском кадетском корпусе, в 1889—1890 гг. зав. оркестровым классом Петербургской консерватории.
Летом 1886 года вместе с этнографом Ф. М. Истоминым принял участие в фольклорной экспедиции Песенной комиссии Императорского Русского географического общества в Архангельскую и Олонецкую губернии, целью которой была запись песен с напевами. Дютшу была поручена нотация напевов (записывал по слуху). Результаты экспедиции были изданы в сборнике Истомина — Дютша «Песни русского народа» в 1894 г., уже после смерти Дютша.
Умер в возрасте 33 лет от туберкулёза. Похоронен на Волковом кладбище.

## Наследие
Сборник Истомина — Дютша, в котором были впервые опубликованы многие образцы устного народного творчества Русского Севера, сыграл важную роль в историческом открытии русской крестьянской песни и её распространении в городской культурной среде. В сборник вошли духовные стихи, былины, свадебные причеты, песни свадебные, хороводные, плясовые, протяжные «любовные, семейные, рекрутские и солдатские, тюремные» (всего 119 напевов с текстами). «До командировки гг. Истомина и Дютша мы не знали, какие музыкальные сокровища еще скрываются в памяти русского народа, а потому результаты этого путешествия я считаю особенно ценными» (М. А. Балакирев).
В 1896—1897 гг. председатель Песенной комиссии Русского географического общества Т. И. Филиппов выступил инициатором гармонизации песен из сборника Истомина — Дютша, по его заказу обработки песен осуществил Балакирев — постоянный консультант Песенной комиссии. Обработки для голоса с фортепиано составили сборник «30 песен русского народа… из собранных в 1886 году Г. О. Дютшем и Ф. М. Истоминым; гармонизовал Милий Балакирев» (1900). Песни из сборника 1900 года вошли в издание: «Балакирев М. Русские народные песни» (1957).

## Публикации
- Песни русского народа: собраны в губерниях Архангельской и Олонецкой в 1886 году. Записали: слова — Ф. М. Истомин, напевы — Г. О. Дютш. С.-Петербург, издано Императорским Русским географическим обществом, 1894. — XXVI, 244 с., [1] л. карт.; 27.
- 30 песен русского народа для одного голоса с сопровождением фортепиано из собранных в 1886 году Г. О. Дютшем и Ф. М. Истоминым. Гармонизовал Милий Балакирев. С.-Петербург, издано Песенной комиссией Русского географического общества, 1900.
- Балакирев М. Русские народные песни для одного голоса с сопровождением фортепиано / Редакция, предисловие, исследование и примечания проф. Е. В. Гиппиуса. М., Гос. музыкальное издательство, 1957. — 375 с., нот.